# Opius costaeburneae
Opius costaeburneae är en stekelart som beskrevs av Fischer 1964. Opius costaeburneae ingår i släktet Opius och familjen bracksteklar. Inga underarter finns listade i Catalogue of Life.